# Dodo Marmarosa
Michael ”Dodo” Marmarosa, född 12 december 1925 i Pittsburgh, Pennsylvania, död där 17 september 2002, var en amerikansk jazzmusiker (pianist).

## Biografi
Marmarosa spelade från de sena tonåren i storband under ledning av Gene Krupa, Tommy Dorsey och Charlie Barnet. Efter att 1944–45 ha spelat med Artie Shaw bosatte han sig på den amerikanska västkusten, drogs till den framväxande bebopen och började arbeta som frilansmusiker. Han medverkade bland annat på inspelningar med Charlie Parker och Lester Young. Under 1950-talet flyttade Marmarosa till hemstaden Pittsburgh och drog sig gradvis tillbaka från musiken på grund av försämrad psykisk hälsa; under 1960-talet spelade han in tre album, däribland ett tillsammans med Gene Ammons, innan han definitivt avslutade sin musikaliska karriär.

## Diskografi
- Piano Moods (Dial, 1947 [1950])
- West Coast Piano Touch, med Lorraine Geller (Vantage, 1952 [1992])
- Pittsburgh 1958 (Uptown, 1956–62 [1997])
- Dodo's Back! (Argo, 1961 [1962])
- Jug & Dodo, med Gene Ammons (Prestige, 1962 [1972])
- The Chicago Sessions (Affinity, 1962 [1989])